# Tacalcitol
El tacalcitol, es vendido bajo la marca Curatoderm, entre otras, es un medicamento utilizado para tratar la psoriasis, específicamente la psoriasis en placas. Este medicamento se aplica sobre la piel una o dos veces al día.
Los efectos secundarios de este medicamento  pueden incluir erupción cutánea y niveles altos de calcio. Es un análogo fabricado de la vitamina D3.
Este medicamento fue aprobado para uso médico en Japón en 1993. Está en la Lista de Medicamentos Esenciales de la Organización Mundial de la Salud como alternativa al calcipotriol. En el Reino Unido, 30 gramos le costaron al NHS aproximadamente 13 libras esterlinas en 2023.